# Baguncinha
Baguncinha é um sanduíche típico de Cuiabá no estado de Mato Grosso, foi inventado na década de 1970 por Ale Arfux em seu trailer de lanche Hot Dog Gato Frio, localizado na capital mato-grossense. É composto por pão de hambúrguer, hambúrguer de carne bovina, salsicha, bacon, calabresa, ovo frito, queijo mussarela, presunto, alface e tomate, sendo preparado na chapa e acompanhado de maionese temperada, entre as suas receitas com o acompanhamento inclui cebolinha, salsinha, limão, ovos, sal e óleo de soja.  Em 2022 o sanduíche foi reconhecido como patrimônio cultural e imaterial do município de Cuiabá.

## História
A história remonta à década de 1970. No trailer de lanche Hot Dog Gato Frio, em 1973, um cliente pediu que fizesse um lanche diferente. Ale Arfux, que trabalhava ali, disse: "Subi no trailer e peguei todos os ingredientes que tinha na ordem" e "montei uma bagunça no pão para você". No primeiro dia foram vendidos 57 deste novo lanche, batizado X-Bagunça. Na época, o fornecimento dos ingredientes era uma dificuldade: o pão de hambúrguer era encomendado e trazido da cidade de Bauru, em São Paulo e salsicha e bacon eram de difícil aquisição. As verduras eram fornecidas localmente. No final da década de 1970, o lanche já havia sido reproduzido em diversos outros estabelecimentos, e reduzido de tamanho.
Em 2007 o baguncinha foi tese de doutorado em saúde publica realizado pela Universidade de São Paulo, em pesquisa a 35 estabelecimentos em Cuiabá sobre sua forma de preparo, uma estudante narrouː"Certo que é o lanche mais conhecido e consumido em Cuiabá, causando surpresas em muitas pessoas outras partes do Brasil, se espantam pela quantidade de carrinhos vendendo baguncinha" e outra teve outra constataçãoː"Ainda que nem mesmo com a chegada de grandes redes de fast-food como McDonald's, Bob's, Burger King conseguiram tirar a hegemonia do bagucinha, que reina absoluto em pessoas de renda menor".

## Patrimônio cultural
Em março de 2022, o baguncinha foi declarado patrimônio cultural e imaterial do município de Cuiabá, pela Lei municipal n° 6.786/2022, sancionada pelo ent̃ão prefeito Emanuel Pinheiro, conforme o decreto, fica oficializado o seu acompanhamento, a maionese temperada, a medida tem a intenção promover a regularização de trailers e similares de comercialização do sanduiche por meio do Termo Permissão de Uso na cidade.